# جورج هارتمان (عالم فلك)
جورج هارتمان (بالألمانية: Georg Hartmann)‏ (و. 1489 – 1564 م) هو عالم فلك، ورياضياتي، وصانع أدوات ‏ ألماني، ولد في إيجولسهايم، توفي في نورنبرغ، عن عمر يناهز 75 عاماً.